# Imigração na Colômbia

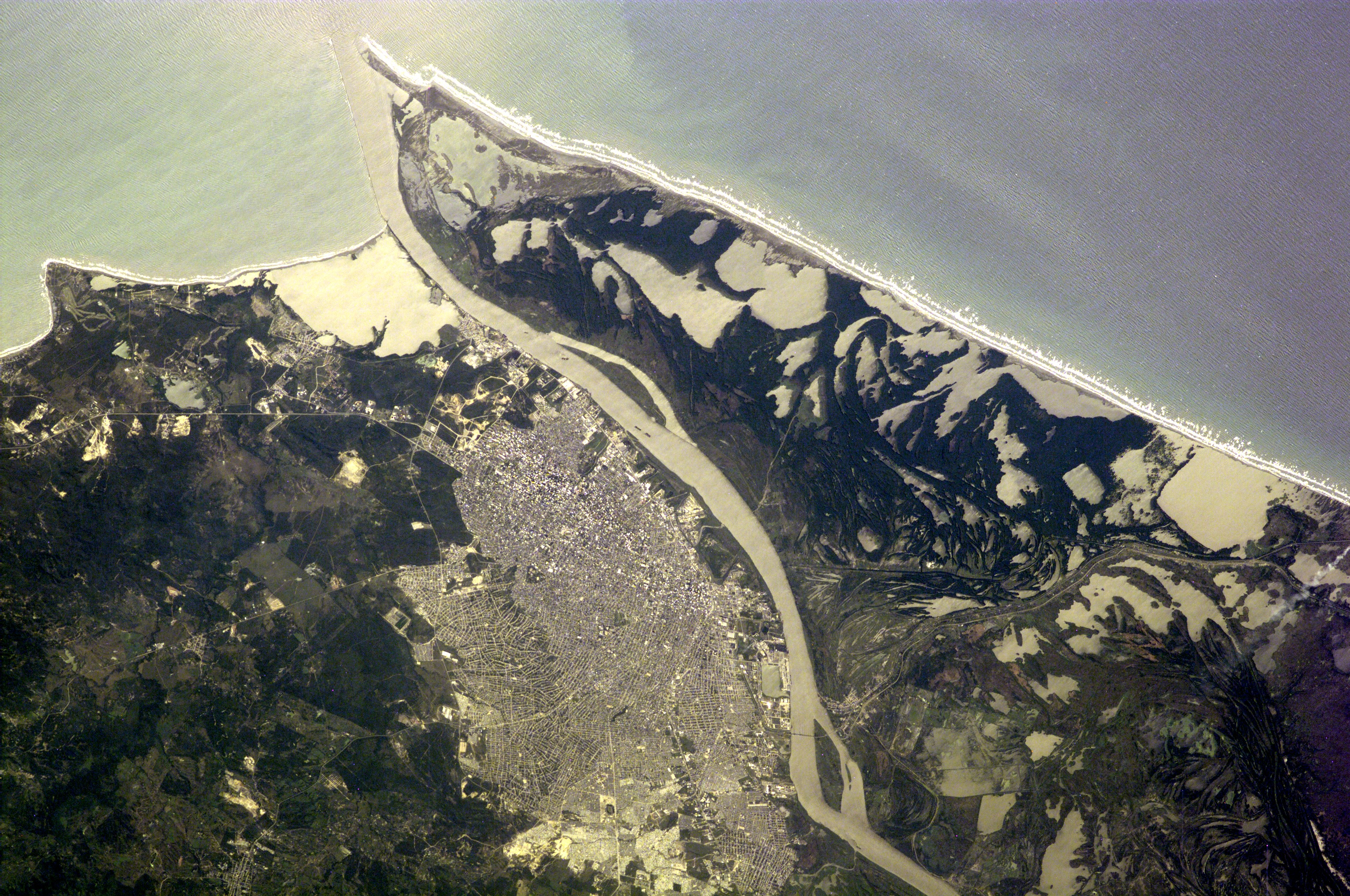
Barranquilla é tradicionalmente uma cidade de imigrantes e abriga restaurantes com culinária estrangeira.

A Imigração na Colômbia foi um processo historicamente restrito, principalmente devido aos conflitos armados internos e à violência, fatores que limitaram os fluxos migratórios provenientes da Europa, Ásia, Oriente Médio e África. Além disso, no período colonial, o rigoroso controle da Coroa Espanhola sobre a entrada de estrangeiros contribuiu para a baixa imigração.
Após a independência da Espanha, houve a entrada de grupos limitados de espanhóis, portugueses, franceses, suíços, lituanos, gregos, britânicos, russos, italianos, sérvios, croatas, irlandeses, alemães e holandeses.
Contudo, a imigração árabe na Colômbia constitui a maior dentre os fluxos migratórios para o país, à semelhança do que ocorre em outras partes da América Latina. A maioria desses imigrantes é de origem libanesa, síria e palestina. Durante o domínio do Império Otomano, milhares de libaneses e sírios emigraram para a Colômbia em busca de refúgio.
Na década de 2010, a imigração para a Colômbia aumentou consideravelmente, impulsionada por melhorias nas condições econômicas e por um sistema de segurança mais eficiente.

## Imigrantes da Europa

### Imigração espanhola
Durante o período em que a Colômbia fez parte do Império Espanhol, o território recebeu imigrantes oriundos da Espanha. A partir de 1499, foram estabelecidos diversos assentamentos próximos à região habitada pelos Chibcha, povo que incluía os muísca. A ocupação espanhola foi motivada principalmente pela exploração dos recursos naturais locais. Esse processo colonial teve impacto significativo sobre as populações indígenas, que foram frequentemente deslocadas ou submetidas a formas de dominação, conforme apontam estudos historiográficos.

### Imigração italiana
Ao contrário de países como Brasil, Argentina, Peru e Venezuela, a Colômbia não recebeu um fluxo migratório italiano massivo, em parte por sua condição histórica de país de emigração. No século XIX, os imigrantes italianos que chegaram eram majoritariamente provenientes do sul da Itália e estabeleceram-se principalmente nas regiões costeiras do Caribe colombiano.
Durante a Segunda Guerra Mundial, estimava-se que aproximadamente 15 mil colombianos eram de ascendência italiana, concentrados sobretudo em Barranquilla. No século XXI, essa comunidade cresceu para cerca de 147 mil pessoas, configurando uma das maiores populações de origem italiana na América do Sul, atrás apenas das do Chile, Venezuela, Argentina, Peru e Brasil.

### Imigração alemã
Um dos primeiros imigrantes alemães na Colômbia foi Ambrosio Alfinger, no século XVI. Posteriormente, entre os séculos XIX e XX, houve nova onda migratória de alemães ao país. Durante esse período, foi criada a empresa de transporte aéreo colombo-alemã SCADTA (Sociedad Colombo-Alemana de Transportes Aéreos), que operou de 1919 até sua extinção definitiva.

### Imigração francesa
No século XVIII, exploradores franceses chegaram ao território que hoje corresponde à Colômbia. Estima-se que aproximadamente 140 colonos franceses tenham se estabelecido no país, dedicando-se principalmente à agricultura, com destaque para o cultivo de cacau.

### Imigração grega
Os primeiros imigrantes gregos chegaram à Colômbia durante a Primeira Guerra Mundial, muitos deles judeus de origem grega. Uma nova onda migratória ocorreu após a Segunda Guerra Mundial.

### Imigração russa
Imigrantes russos estabeleceram-se em vários departamentos colombianos, como Antioquia e Risaralda, especialmente durante a ascensão do regime comunista na União Soviética. Muitos migraram em busca de refúgio político e liberdade religiosa, fugindo da repressão soviética.

### Imigração húngara
Os primeiros húngaros chegaram à Colômbia no século XIX, com novos fluxos migratórios ao longo do século XX. Durante a Primeira Guerra Mundial, muitos emigraram para escapar da instabilidade política e da perseguição. Após a Segunda Guerra Mundial, grande parte dos imigrantes húngaros refugiados era de origem judaica. Atualmente, estima-se que cerca de 115 cidadãos húngaros residam no país, além de aproximadamente 10.500 colombianos descendentes de húngaros.

### Imigração irlandesa
Durante o processo de independência da Colômbia contra a Espanha, soldados irlandeses integraram as forças lideradas por Simón Bolívar. Em períodos posteriores, famílias irlandesas emigraram para a Colombia em tempos de paz, estabelecendo-se permanentemente.

### Imigração suíça
A imigração suíça contribuiu de forma significativa para diversos aspectos da sociedade colombiana, ultrapassando a presença de seus próprios descendentes. Além da fundação de instituições como a Cruz Vermelha, imigrantes suíços deixaram legados culturais notáveis, incluindo o estilo arquitetônico denominado "suíço", popularizado por Victor Schmidt; o relógio do Parque Nacional; o teto em caixotões do Teatro Colón, projetado por Luigi Ramelli; bem como contribuições nas artes, como a cinematografia de Edwin Göggel, a voz da meio-soprano Martha Senn, a confeitaria do Palácio de Albretch e o humor de Karl Troller. Esses elementos refletem a influência duradoura da imigração suíça na elevação da qualidade de vida no país.

### Imigração austríaca
Os primeiros imigrantes austríacos chegaram à Colômbia no século XIX, estabelecendo-se em regiões como Santander, ao lado de imigrantes alemães, e em outros departamentos do país. Nos séculos XX, especialmente durante a Primeira e a Segunda Guerra Mundial, houve novas ondas migratórias de austríacos, muitos deles judeus que fugiam da perseguição. Atualmente, descendentes austríacos atuam em diversas empresas e setores industriais colombianos.

### Imigração tcheca
Os imigrantes tchecos chegaram pela primeira vez à Colômbia durante a Primeira Guerra Mundial, com um novo fluxo após a Segunda Guerra Mundial. A maioria desses imigrantes era composta por judeus que buscavam refúgio da perseguição. Durante a Guerra Fria, ocorreu outra onda migratória de tchecos, muitos dos quais estabeleceram-se permanentemente no país.

### Imigração polonesa
A imigração polaca ocorreu inicialmente durante a Primeira Guerra Mundial, seguida por uma segunda onda durante a Segunda Guerra Mundial, quando muitos fugiam da invasão nazista à Polônia. Atualmente, estima-se que cerca de 15.000 pessoas de ascendência polonesa residam na Colômbia, atuando em setores industriais, empresariais e como refugiados.

### Imigração croata
A imigração croata para a Colômbia teve início no século XIX, com novos contingentes durante a Primeira e a Segunda Guerra Mundial. Após esses períodos, os imigrantes passaram a integrar o mercado de trabalho em empresas, indústrias e diversas profissões. Atualmente, estima-se que a população de origem croata no país seja de aproximadamente 5.800 pessoas.

### Imigração finlandesa
No século XIX, os primeiros imigrantes finlandeses chegaram à Colômbia; entretanto, ao contrário do ocorrido em países como Venezuela, Argentina e Brasil, não formaram colônias significativas. Em geral, vieram como imigrantes individuais ou em pequenas famílias.
Após a Segunda Guerra Mundial, os finlandeses passaram a atuar em indústrias e empresas colombianas. Atualmente, a culinária finlandesa, especialmente pratos à base de peixe, é praticada tanto em residências quanto em restaurantes especializados.

### Imigração luxemburguesa
A imigração luxemburguesa para a Colômbia ocorreu principalmente entre as décadas de 1930 e 1960, caracterizando-se pela chegada de imigrantes em pequenas famílias.

### Imigração portuguesa
Os primeiros portugueses chegaram à Colômbia durante o período colonial espanhol, em sua maioria judeus sefarditas que fugiam da perseguição no século XIX. Novos contingentes portugueses chegaram nas décadas de 1940 e 1950.

### Imigração belga
Os primeiros contatos entre a Bélgica e a Colômbia remontam ao século XVI, durante a colonização espanhola sob o reinado de Carlos V da Alemanha, também conhecido como Carlos I de Espanha. Naquela época, os territórios atualmente correspondentes à Bélgica e à Colômbia faziam parte da Coroa espanhola. Carlos V, natural de Gante, mantinha estreita relação com os flamengos, o que favoreceu o estabelecimento de vários deles nas novas colônias.

### Imigração britânica
Após a independência da Colômbia da Espanha, a entrada de britânicos foi inicialmente restrita, em grande parte devido às leis espanholas relacionadas à imigração. Contudo, entre 1800 e 1820, começaram a chegar e a se estabelecer no país.
No final do século XX, especialmente entre as décadas de 1950 e 1970, houve um aumento significativo da imigração britânica para a Colômbia. Atualmente, residem cerca de 1.322 britânicos no país, enquanto a população colombiana de ascendência britânica é estimada em aproximadamente 130.000 pessoas, constituindo uma das maiores comunidades britânicas da América Latina.

### Imigração ucraniana
A imigração ucraniana para a Colômbia ocorreu em duas principais ondas. A primeira, durante a Primeira Guerra Mundial, foi composta majoritariamente por judeus ucranianos que fugiam de perseguições políticas. A segunda onda ocorreu durante a Segunda Guerra Mundial, motivada pela fuga do controle nazista e de regimes autoritários na Ucrânia.

## Imigrantes da África

### Imigração angolana
A população angolana na Colômbia é pequena, porém significativa, especialmente considerando o grande número de afro-colombianos que possuem ancestrais distantes originários de Angola.

### Imigração egípcia
A imigração egípcia para a Colômbia é recente e, embora pequena, constitui uma comunidade relevante no contexto migratório do país.

### Imigração senegalesa
No século XVI, africanos foram trazidos à Colômbia como escravos, muitos dos quais originários do Senegal, enquanto outros provinham de diferentes regiões da África. Esses escravos foram importados para trabalhar nas plantações de cana-de-açúcar localizadas nas regiões caribenhas do país. Além disso, desempenharam atividades na extração de ouro e esmeraldas, vivendo em áreas subterrâneas e cavernas. Atualmente, aproximadamente metade dos afro-colombianos descendem desses imigrantes senegaleses, que contribuíram significativamente para a agricultura, trabalho doméstico e atividades nas plantações.

## Imigrantes da Ásia

### Imigração libanesa
A maior parte dos ancestrais da comunidade libanesa na Colômbia emigrou do Império Otomano no final do século XIX e início do século XX, motivada por razões econômicas, políticas e religiosas. Ao chegarem aos portos colombianos, foram classificados como "turcos", dado que o território hoje conhecido como Líbano fazia parte do Império Otomano. A primeira onda de libaneses chegou no final do século XIX, seguida por outra no início do século XX. Estima-se que mais de 10.000 libaneses emigraram para a Colômbia entre 1900 e 1930.
Na década de 1940, uma nova onda de imigrantes libaneses estabeleceu-se na cidade de Maicao, no norte do país. Essa população era predominantemente muçulmana e foi atraída pelo comércio próspero da cidade, beneficiado pela proximidade com a região petrolífera venezuelana de Maracaibo e pelo habitual contrabando que fluía pela península de La Guajira.

### Imigração síria
A imigração síria para a Colômbia teve início por volta da década de 1880, atingindo seu ápice nas primeiras três décadas do século XX, com declínio após 1930. Sírios, libaneses e palestinos continuaram a estabelecer-se no país posteriormente. Devido à escassez de dados precisos, é difícil determinar o número exato de imigrantes sírios e libaneses, mas estimativas confiáveis indicam que entre 5.000 e 10.000 pessoas emigraram para a Colômbia durante o período mais intenso (1880–1930). Independentemente do número exato, não há dúvida de que os sírio-libaneses, juntamente com os espanhóis, constituem um dos maiores grupos de imigrantes na Colômbia desde sua independência.

### Imigração palestina
Juntamente com libaneses e sírios, os palestinos fugiram da repressão do Império Otomano e das dificuldades econômicas. Ao chegarem principalmente pelos portos colombianos, eram frequentemente classificados como "turcos", pois o Líbano, a Síria e a Palestina eram territórios do Império Otomano.

### Imigração chinesa
A primeira onda de imigrantes chineses ocorreu durante o século XX, estendendo-se até as décadas de 1970 e 1980. O século XX iniciou-se com convulsões políticas na China que resultaram na formação de duas facções políticas entre os chineses, tanto dentro quanto fora do país, culminando na revolução comunista e na criação de dois Estados chineses separados: um no continente e outro em Taiwan. Essa divisão política refletiu-se na diáspora chinesa, que passou a ser diferenciada pela localidade de origem, idioma e história migratória. Até hoje, em termos organizacionais, destacam-se, de um lado, a "Associação dos Chineses Ultramarinos", fundada por migrantes chineses que chegaram à Colômbia nos anos 1980, e, de outro, o Centro Cultural Chinês em Bogotá, criado em 1988 por uma instituição governamental de Taiwan.

### Imigração armênia
A primeira onda de imigração armênia ocorreu no século XIX, entre 1840 e 1860, principalmente como imigrantes civis. No século XX, entre 1930 e 1950, uma segunda onda chegou, composta por empresários aposentados e refugiados.

### Imigração indiana
A primeira chegada de imigrantes provenientes da Índia ocorreu no século XIX. Posteriormente, entre as décadas de 1960 e 1980, novas ondas migratórias estabeleceram-se em regiões do Pacífico colombiano, como Cali, além das costas caribenhas da Colômbia.

### Imigração japonesa
O primeiro grande grupo de colonos japoneses estabeleceu-se na Colômbia em 1929 para atuar na agricultura. Provenientes principalmente da província de Fukuoka, no sul do Japão, sua migração foi patrocinada pela Companhia de Fomento de Ultramar. Após essa primeira onda, mais dois grupos de famílias japonesas chegaram às costas do Pacífico colombiano, em 1930 e 1935. Eles se estabeleceram no sudoeste do país, na província de Cauca, onde desbravaram terras e fundaram a pequena aldeia de El Jagual, dedicada ao cultivo de feijão, soja e arroz.
Com o início da Segunda Guerra Mundial, os imigrantes japoneses sofreram discriminação e hostilidade por parte do governo colombiano, e muitos foram internados em campos de concentração próximos à capital. Como consequência, foram obrigados a abandonar El Jagual, reorganizando pequenas plantações nas províncias de Cauca e Valle del Cauca. Ao final da década de 1950, a comunidade japonesa havia cultivado cerca de 50.000 hectares. Após o conflito, refugiados japoneses foram convidados a se juntar à comunidade original, estabelecendo vínculos matrimoniais e contratuais com pessoas do Japão em busca de refúgio na crise do pós-guerra. A partir da década de 1980, houve diminuição na chegada de novos imigrantes japoneses, e muitos membros da comunidade migraram para centros urbanos, dedicando-se a atividades econômicas diversas, mantendo, contudo, papel relevante na liderança social da cidade de Cali.

### Imigração turca
Os turcos chegaram à Colômbia inicialmente no século XIX, mas a maioria dos imigrantes oriundos de países que integravam o antigo Império Otomano, como Líbano, Síria e Palestina, fugiram da repressão nesses territórios e foram classificados como "turcos" ao chegarem à Colômbia. Atualmente, a população de origem turca configura uma minoria étnica no país.

### Imigração afegã
A imigração afegã para a Colômbia é recente, com maior fluxo registrado entre 1990 e 2009. A maioria dos imigrantes chegou ao país como refugiados, em decorrência das dificuldades econômicas, conflitos civis e instabilidade em seu país de origem. Embora as comunidades afegãs na América Latina sejam geralmente pequenas, a Colômbia abriga a mais significativa delas na região.

### Imigração iraniana
A diáspora iraniana na Colômbia é um dos grupos mais recentes de imigrantes oriundos do Oriente Médio, embora o Irã não seja considerado um país árabe. Pequenas, porém significativas comunidades iranianas podem ser encontradas em cidades como Bogotá, Barranquilla, Santa Marta e Medellín. A chegada dos iranianos ocorreu principalmente no final da década de 1990, composta majoritariamente por cerca de cem famílias persas refugiadas.

### Imigração vietnamita
Os primeiros vietnamitas chegaram à Colômbia especialmente durante as décadas de 1970 e início dos anos 2000, atuando principalmente como professores em escolas, universidades e faculdades. Não está claro se o governo colombiano concedeu permissão para permanência definitiva a esses refugiados. Atualmente, a comunidade vietnamita mantém restaurantes e instituições culturais, especialmente em Cali, Bogotá e Barranquilla.

### Imigração judaica
Muitos judeus que imigraram para a Colômbia nos séculos XVIII e XIX alcançaram posições de destaque na sociedade colombiana. Alguns deles casaram-se com mulheres locais e optaram por abandonar ou atenuar sua identidade judaica. Entre esses destacam-se o escritor Jorge Isaacs, de ascendência judaica inglesa; o industrial James Martin Eder, nascido em comunidade judaica letã e que adotou o nome Santiago Eder ao castelhanizar seu nome; assim como as famílias De Lima, Salazar, Espinoza, e as famílias sefarditas antilhanas Arias, Ramírez, Pérez e Lobo. Essas famílias estabeleceram-se principalmente na região do Vale do Cauca e continuaram influentes na sociedade de cidades como Cali. Com o passar das gerações, a maioria de seus descendentes converteu-se ao catolicismo ou foi educada em tradições católicas seculares.

## Imigrantes da América

### Imigração mexicana
Embora a comunidade mexicana na Colômbia seja pequena em comparação com outros grupos latino-americanos, sua presença destaca-se em áreas como empreendedorismo, refúgio político, esportes e educação. Em diversas cidades colombianas, estabelecimentos comerciais, como restaurantes mexicanos, além de instituições culturais e educacionais, foram fundados por membros dessa comunidade.

### Imigração norte-americana
Cerca de 3.000 norte-americanos chegaram a Barranquilla no final do século XIX. Em 1958, os imigrantes americanos representavam 10% do total de estrangeiros residentes na Colômbia. Atualmente, entre 30.000 e 40.000 cidadãos dos Estados Unidos vivem no país, muitos dos quais são colombianos que emigraram para os Estados Unidos e posteriormente optaram por retornar à Colômbia. Bairros como El Prado e Paraíso foram criados por americanos, assim como escolas e universidades construídas por arquitetos dos Estados Unidos, incluindo a Universidad del Norte e a American School.

### Imigração brasileira
Imigrantes brasileiros chegaram à Colômbia principalmente nas décadas de 1950 e 1960. Posteriormente, vieram refugiados e profissionais que atuaram como professores em escolas colombianas. Atualmente, a comunidade brasileira está presente em cidades como Barranquilla, Bogotá e Cartagena.

### Imigração argentina
A Colômbia foi um destino significativo para futebolistas argentinos, o que contribuiu para a consolidação do legado cultural do país, ao qual também se acrescenta a influência do tango. Graças aos primeiros argentinos que trouxeram seu talento esportivo e cultural, os laços entre as duas nações se fortaleceram, apoiados por iniciativas diplomáticas promovidas por ambos os governos. Além disso, a importância da gastronomia argentina facilitou a inserção desses imigrantes, que passaram a desenvolver atividades econômicas relacionadas a restaurantes, bares, cafés e escolas de dança de tango, principalmente nas grandes cidades colombianas, como Medellín, onde Carlos Gardel faleceu em 1935, e Bogotá. Com o passar do tempo, essa presença foi consolidada e ampliada.

### Imigração venezuelana
A população venezuelana na Colômbia tem aumentado significativamente em razão da instabilidade política, da corrupção e da criminalidade na Venezuela. Grandes contingentes de venezuelanos residem em cidades como Bogotá, Cali, Medellín, Bucaramanga e Cúcuta. Embora, no passado, até dois milhões de colombianos tenham emigrado para a Venezuela em busca de melhores condições de vida, nos primeiros anos do século XXI essa tendência se inverteu, com crescente imigração de venezuelanos para a Colômbia.

### Imigração uruguaia
Um número expressivo de pessoas nascidas no Uruguai reside atualmente na Colômbia por diversos motivos. Os dois países, situados em extremos opostos da América do Sul, compartilham o idioma espanhol e possuem origens históricas comuns, uma vez que ambos fizeram parte do Império Espanhol até o início do século XIX.

### Imigração equatoriana
A história da Colômbia e do Equador está profundamente entrelaçada. Muitas pessoas do sul da Colômbia, especialmente dos departamentos de Nariño, Putumayo e Cauca, compartilham tradições culturais com o povo equatoriano. Essa proximidade geográfica contribuiu para a migração entre os dois países. Muitos equatorianos estabeleceram-se nas principais cidades colombianas, como Bogotá, Medellín, Cali e Bucaramanga, atuando principalmente no comércio.